# James A. Shanley

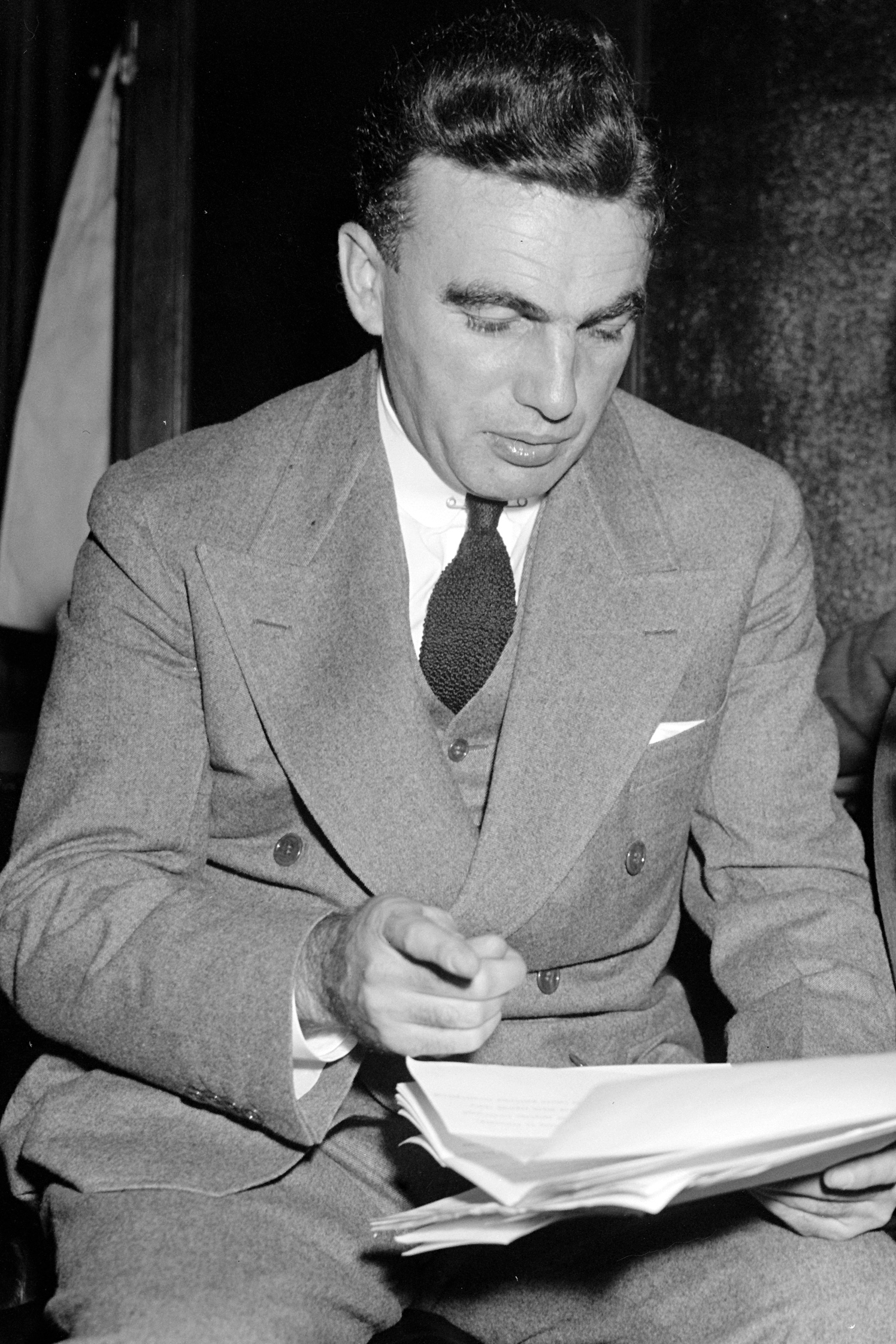
James A. Shanley (1939)

James Andrew Shanley (* 1. April 1896 in New Haven, Connecticut; † 4. April 1965 ebenda) war ein US-amerikanischer Politiker. Zwischen 1935 und 1943 vertrat er den dritten Wahlbezirk des Bundesstaates Connecticut im US-Repräsentantenhaus.

## Werdegang
James Shanley besuchte die öffentlichen Schulen seiner Heimat sowie danach bis 1917 die Battery Commander School in Fort Sill (Arkansas). Während des Ersten Weltkrieges war er in den Jahren 1917 und 1918 Leutnant in einer Artillerieeinheit der US-Armee. Später war er von 1923 bis 1935 als Hauptmann Reservist der Artillerie. Nach dem Krieg studierte er bis 1920 an der Yale University. In den Jahren 1920 bis 1934 arbeitete Shanley als Mathematiklehrer zunächst bis 1921 in New Jersey und dann in New Haven. In den Jahren 1926 bis 1928 war er in New Haven für den dortigen Boys Club als Lehrer und Sporttrainer tätig. Nach einem Jurastudium an der Yale University und seiner im Jahr 1928 erfolgten Zulassung als Rechtsanwalt begann er in New Haven in seinem neuen Beruf zu arbeiten. Von 1929 bis 1935 war Shanley auch Offizier in der Nationalgarde seines Staates.
Shanley war Mitglied der Demokratischen Partei. Zwischen 1931 und 1935 gehörte er dem Beraterstab von Gouverneur Wilbur L. Cross an. Bei den Kongresswahlen des Jahres 1934 wurde er im dritten Distrikt von Connecticut in das US-Repräsentantenhaus in Washington, D.C. gewählt. Dort trat er am 3. Januar 1935 die Nachfolge von Francis T. Maloney an. Nach drei Wiederwahlen konnte er bis zum 3. Januar 1943 vier Legislaturperioden im Kongress absolvieren. In dieser Zeit wurden viele der New-Deal-Gesetze der Regierung unter Präsident Franklin D. Roosevelt im Kongress beraten und verabschiedet. In diese Zeit fielen auch der japanische Angriff auf Pearl Harbor am 7. Dezember 1941 und der darauf folgende Eintritt der Vereinigten Staaten in den Zweiten Weltkrieg.
Bei den Kongresswahlen des Jahres 1942 unterlag James Shanley dem Republikaner Ranulf Compton. Nach seinem Ausscheiden aus dem US-Repräsentantenhaus arbeitete er zwischen 1942 und 1946 für die Firma Hartford Empire Co.; gleichzeitig hielt er von 1941 bis 1945 Vorlesungen an der Catholic University of America in Washington. Danach war er wieder als Rechtsanwalt tätig, ehe er im Jahr 1949 zum Nachlassrichter ernannt wurde. Dieses Amt bekleidete er bis zu seinem Tod im Jahr 1965.